# Decade 2003-2007
Decade 2003-2007 es un álbum recopilatorio de grandes éxitos de la banda japonesa Dir en grey, lanzado el 19 de diciembre de 2007 en Japón. Saldrá junto con el álbum recopilatorio Decade 1998-2002 para conmemorar los 10 años de carrera de la banda.

## Lista de canciones
1. "Obscure".
2. "Kasumi" (かすみ).
3. "The IIID Empire".
4. "Drain Away".
5. "Sajou no Uta" (砂上の唄).
6. "Audience Killer Loop".
7. "Saku" (朔-saku-).
8. "Dead Tree".
9. "Merciless Cult".
10. "Kodou" (鼓動).
11. "C".
12. "The Final".
13. "Clever Sleazoid".
14. "Grief".
15. "Agitated Screams of Maggots".
16. "Ryoujoku no Ame" (凌辱の雨).
17. "Repetition of Hatred".
18. "Conceived Sorrow".